# فرانسيس بيردان
فرانسيس بيردان (بالإنجليزية: Frances Berdan)‏ هي عالمة الإنسان أمريكية، ولدت في 1944.